# Eutrichopoda tegulata
Eutrichopoda tegulata là một loài ruồi trong họ Tachinidae.